# Veliki Balkan
Veliki Balkan je planina na zapadu Turkmenistana u provinciji Balkan welaýaty. Uzdiže se na južnom rubu Aralsko-Kaspijske nizine i na jugozapadnom rubu nizine Turan sjeveroistočno od grada Balkanabata.
Istočna obala Kaspijskog jezera nalazi se 60 do 80 km zapadno od sredine "Velikog Balkana", na zapadnom podnožju planina se prostire sve do jezera. Južno od planine prolazi dio Karakumskog kanala i Trans-Kaspijska željeznica. Južno od željezničke pruge i kanala nalazi se gorje Kopet-Dag.
Najviši vrh gorja Velikog Balkana je s 1880 metara nadmorske visine Arlan (Arlan Gora).